# 小亨訥河

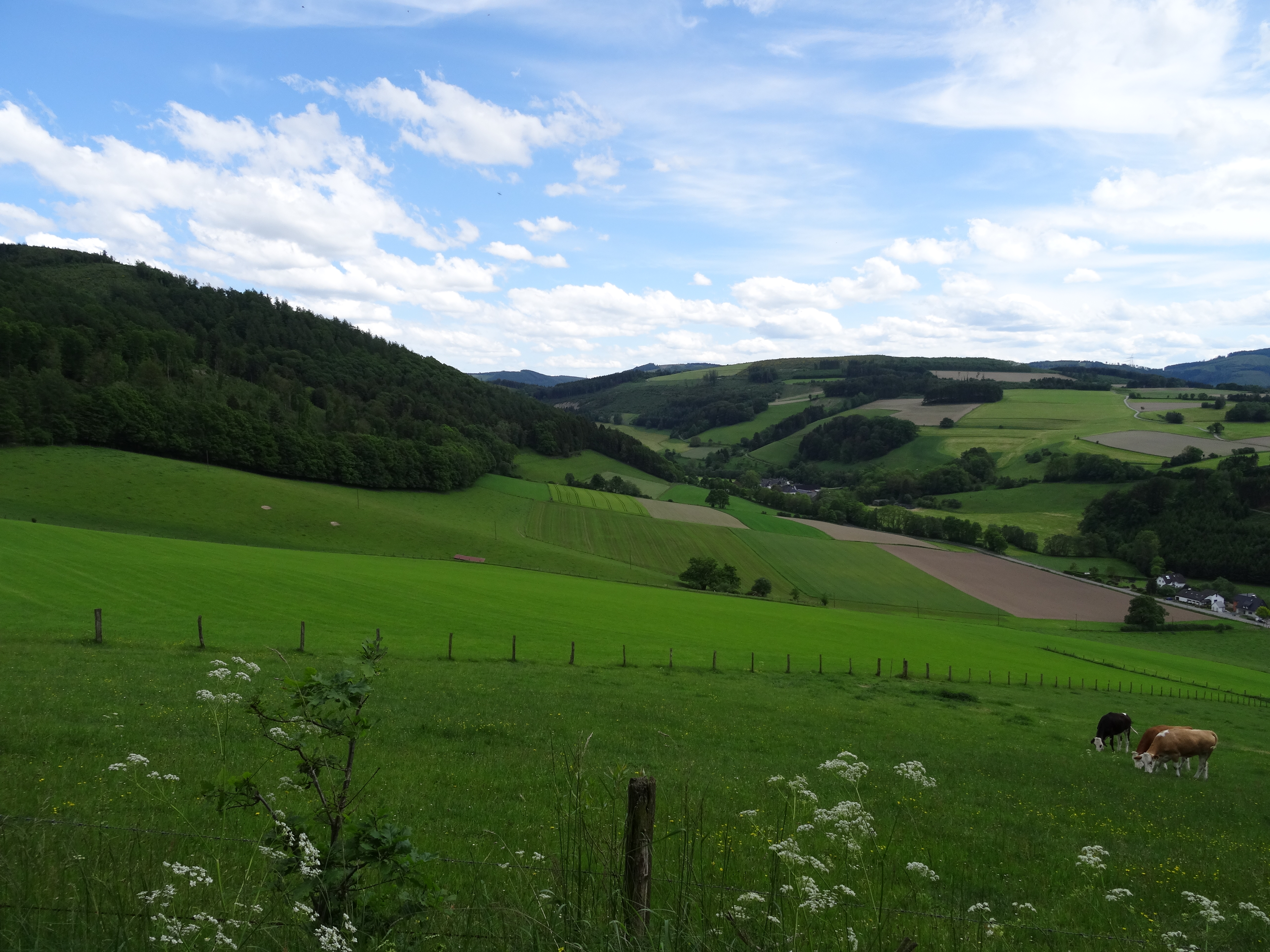

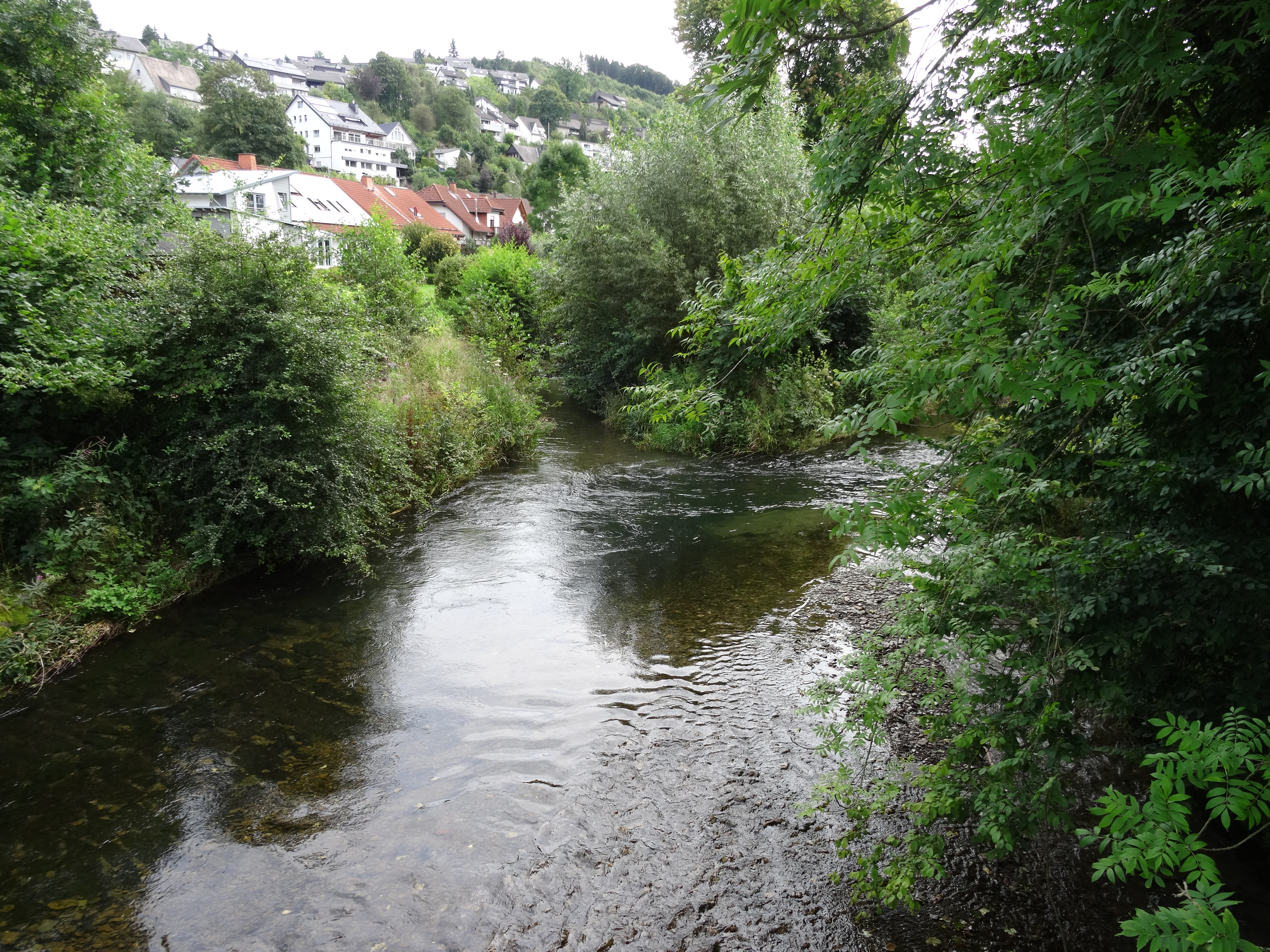

51°20′24″N 8°17′4″E / 51.34000°N 8.28444°E
小亨訥河（德語：Kleine Henne），是德國的河流，位於該國西部，處於北萊茵-威斯特法倫州，屬於亨訥河的右支流，河道全長18公里，流域面積39.8平方公里。